# Gestión de plantas invasoras con base ecológica

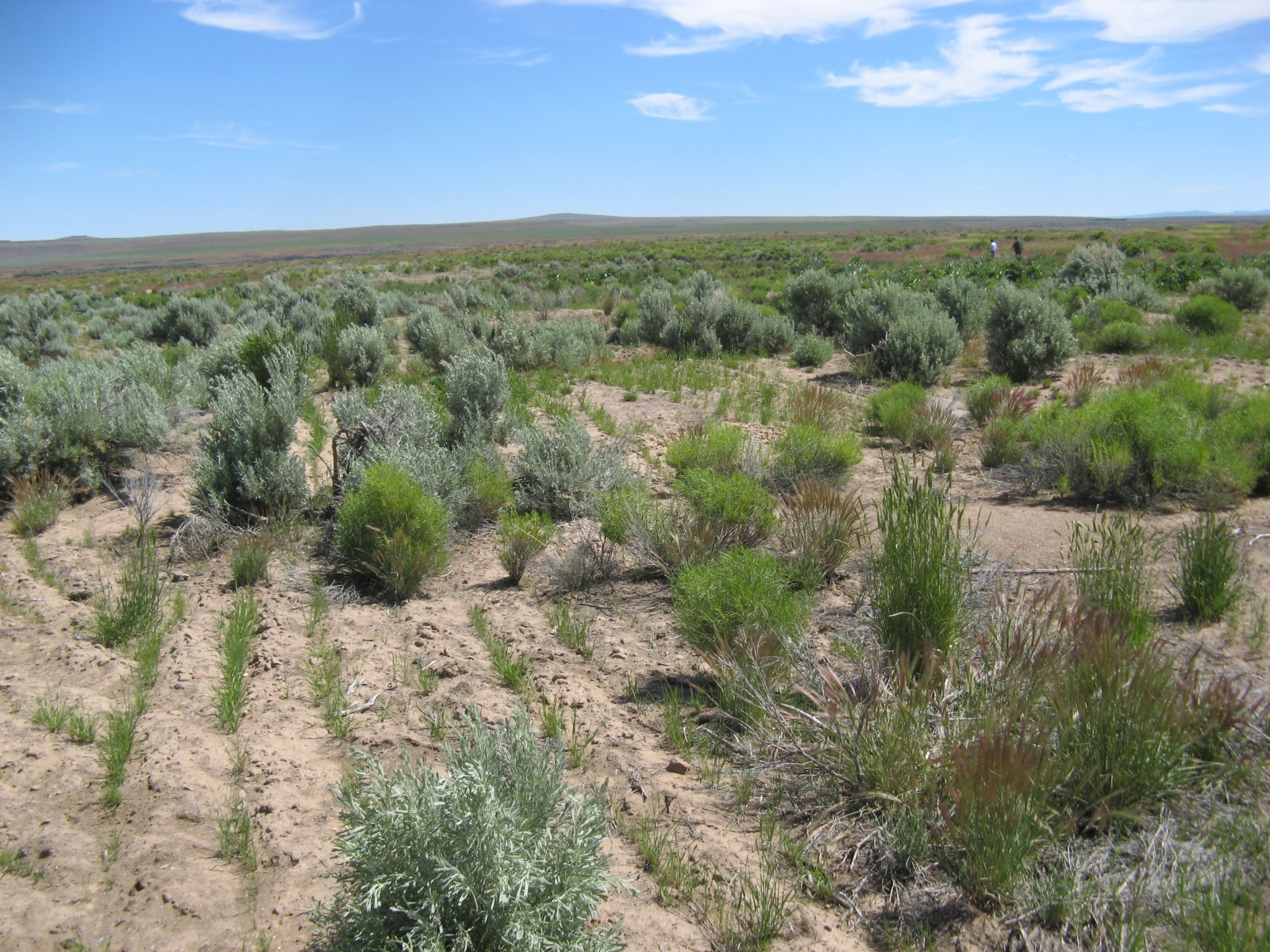
Esfuerzos de restauración del EBIPM en el este de Oregón.

La gestión de plantas invasoras basada en la ecología (EBIPM, por sus siglas en inglés) es un marco de toma de decisiones para mejorar la gestión de las especies de plantas invasoras. Cuando los administradores de tierras se enfrentan a infestaciones de plantas invasoras, un marco paso a paso para desarrollar planes de gestión integrados mejorará su éxito en la gestión de estas plantas. El EBIPM se basa en los principios de la ecología para gestionar las infestaciones de plantas invasoras y restaurar los paisajes. El marco combina una evaluación de la salud del ecosistema (Rangeland Health Assessment), un método para reconocer cómo los procesos ecológicos afectan a las causas de la sucesión, principios ecológicos para guiar la elección de herramientas y estrategias para gestionar las plantas invasoras y cómo utilizar la gestión adaptativa para generar un modelo de decisión paso a paso. El objetivo del EBIPM es animar a los gestores a que dejen de limitarse a matar las malas hierbas y pasen a realizar esfuerzos de gestión que reparen las causas subyacentes de la invasión.
El EBIPM guía a los usuarios a través de un proceso de 5 pasos que comienza con (paso 1) una evaluación de la salud de los pastizales para (paso 2) determinar por qué están presentes las especies invasoras y qué procesos ecológicos necesitan ser reparados. A continuación, los gestores pueden (paso 3) utilizar los principios ecológicos como objetivos para (paso 4) elegir las herramientas y estrategias adecuadas que les proporcionen las mejores posibilidades de obtener resultados exitosos y duraderos. El último paso del proceso de GPAE consiste en utilizar la gestión adaptativa para diseñar y aplicar un plan de gestión.

## Vídeos asociados al EBIPM
- Implementing EBIPM: Science-Driven Invasive Plant Management (Aplicación del EBIPM: Gestión de plantas invasoras basada en la ciencia, en inglés)
- Implementing EBIPM In the Field: tackling invasive plants with science-based solutions (Aplicación del EBIPM sobre el terreno: cómo hacer frente a las plantas invasoras con soluciones basadas en la ciencia, en inglés)
- A Working Ranch with an effective medusahead management program (Un rancho de trabajo con un programa eficaz de gestión de la cabeza de chorlito, en inglés)

- Datos: Q5333267